# Mattheus Terwesten
Mattheus Terwesten (L'Aia, 23 febbraio 1670 – L'Aia, 11 giugno 1757) è stato un pittore, disegnatore e decoratore d'interni olandese.

## Biografia
Fratello di Augustinus Terwesten, e padre di Pieter e Augustinus fu allievo del fratello, di Willem Doudijns e di Daniel Mijtens II. Quando il fratello maggiore partì per Berlino, terminò le opere da questi lasciate incompiute.

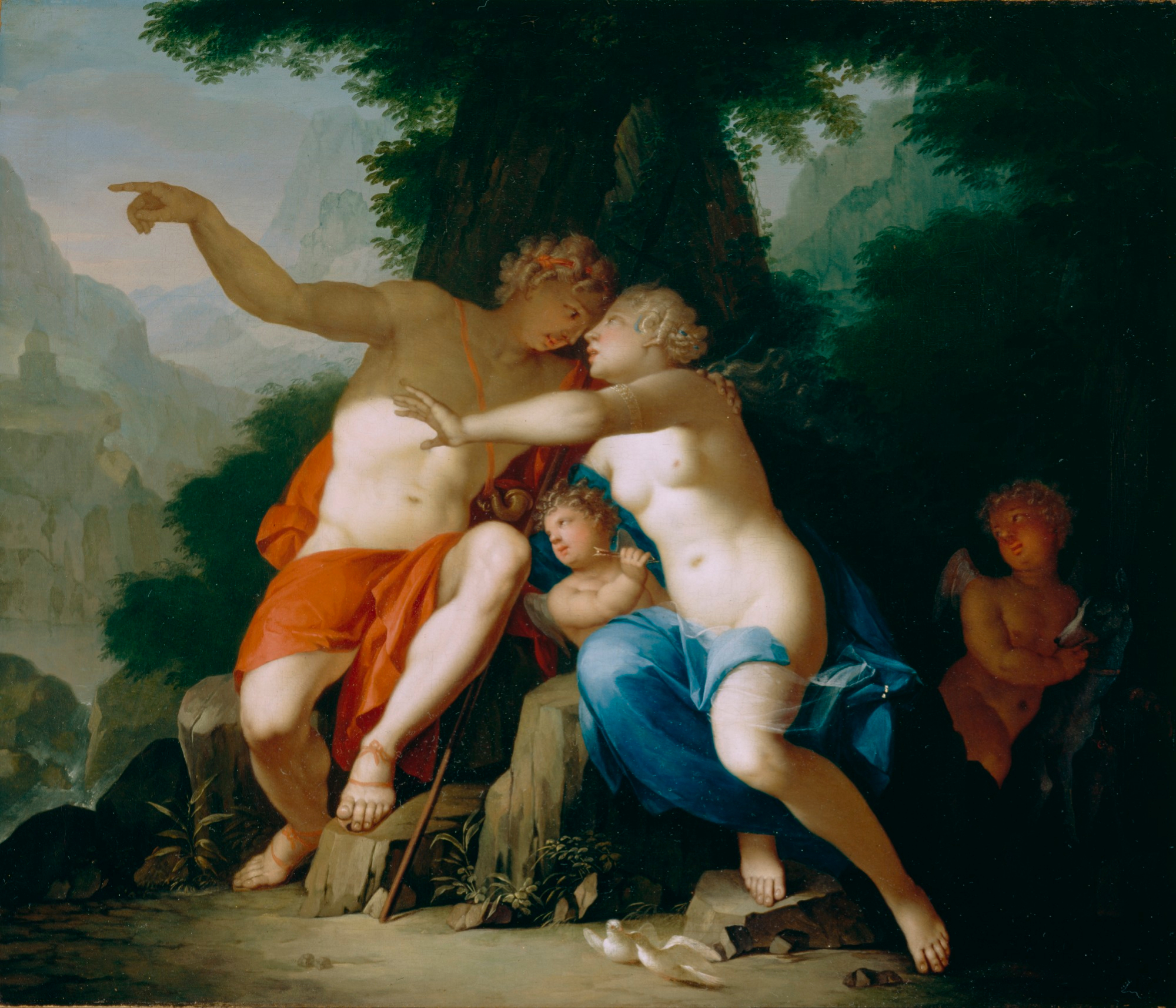
Venere e Adone

Si recò a Roma, passando per Berlino, nel 1695 e vi rimase fino al 1699, aderendo alla Schildersbent con il soprannome di Arend.  Nel 1710 divenne pittore di corte di Federico I di Prussia e docente all'Accademia delle arti di Prussia.
Fu anche direttore dell'Accademia delle arti di Prussia e direttore, nonché fondatore, dell'Accademia dell'Aia.
Collaborò con i suoi fratelli e con i pittori di nature morte per i suoi dipinti decorativi. Tra i suoi noti collaboratori vi erano i pittori fiamminghi Pieter Hardimé e Gaspar Peeter Verbruggen il Giovane, che lavorarono entrambi nelle Repubblica delle Sette Province Unite durante la loro carriera.

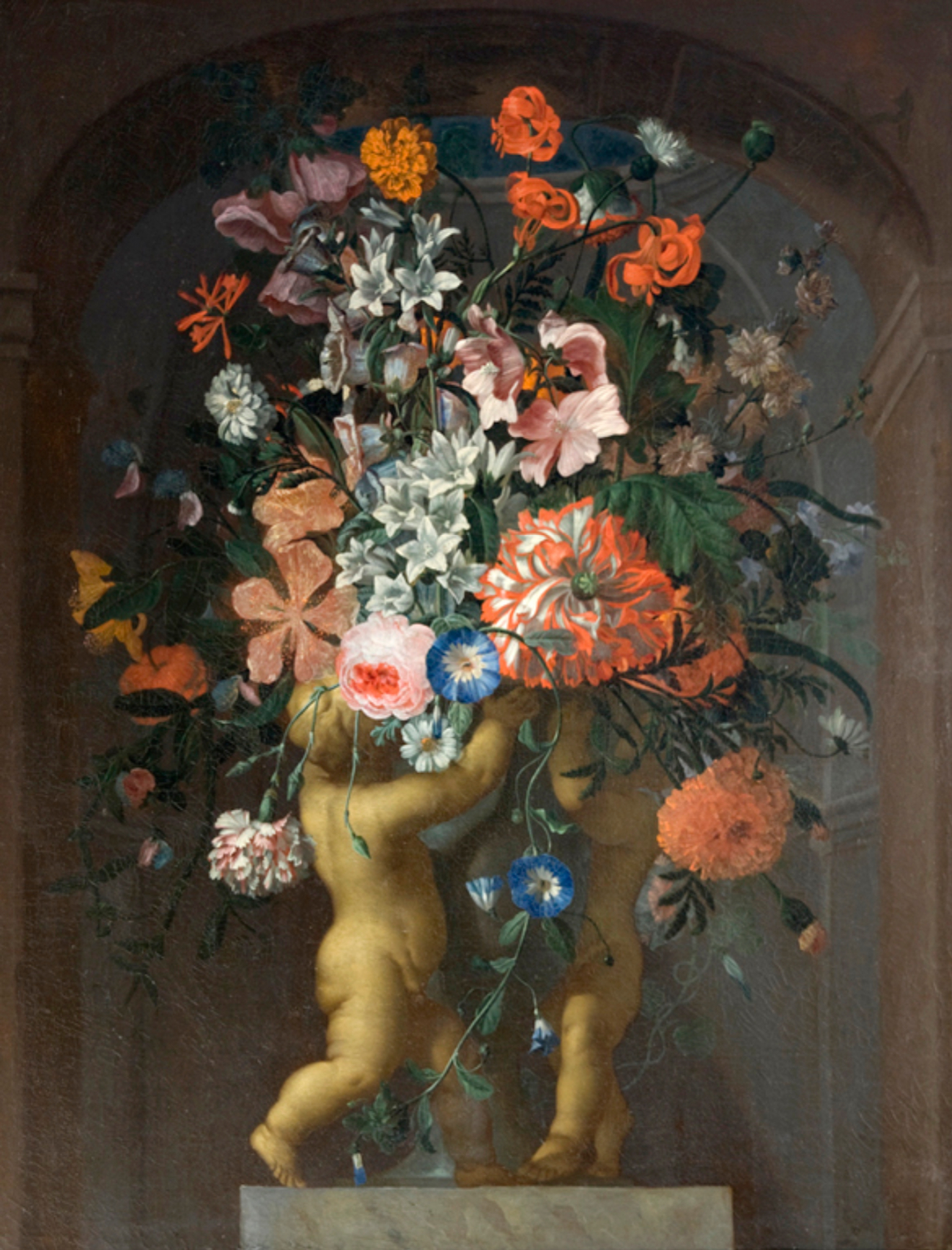
Natura morta di fiori con putti, in collaborazione con Pieter Hardimé

Rappresentò molteplici tipologie di soggetti, tra cui soggetti religiosi, allegorici, storici e mitologici, architetture, figure e ritratti. Fu un seguace di Daniel Marot. Una tra le sue opere più importanti fu Cristo sul Monte degli Ulivi nella chiesa dei Giansenisti all'Aia.
Furono suoi allievi Herman Diederik Cuipers, Pieter van Cuyck, Jan van Gool, Johan Graham, Hendrik van Hulst, Jan Jacob Nachenius, Andries Storck, Augustinus Terwesten II e Pieter Terwesten.

## Opere
- Cristo sul Monte degli Ulivi. Chiesa dei Giansenisti, L'Aia[2]
- Ercole con la corono d'alloro, olio su tela, 1705 circa[4]
- Putti e fiori, in collaborazione con Gaspar Peeter Verbruggen il Giovane[5]
- Autoritratto, olio su tela, 1724[6]
- Ritratto della principessa Anna di Gran Bretagna, moglie di Guglielmo IV[7]